# 田辺太一
田辺 太一（たなべ たいち（やすかず）、天保2年9月16日（1831年10月21日）- 大正4年（1915年）9月16日）は、江戸時代末期（幕末）から明治時代にかけて活躍した武士（幕臣）・外交官。通称は他に定輔など。号は蓮舟。錦鶏間祗候。位階および勲等は従三位・勲四等。

## 略歴

### 外国方出仕
天保2年（1831年）、儒学者で幕臣の田辺誨輔（石庵）の次男として生まれる。18歳で昌平坂学問所（昌平黌）に学び、優秀な成績を収めて甲府徽典館教授となる。安政4年（1857年）、長崎海軍伝習所に第3期生として学ぶ。
安政6年（1859年）、幕府外国方に召し出され、書物方出役となり、外国奉行・水野忠徳の下で横浜開港事務に関わる。当時、アメリカ合衆国やイギリスが小笠原諸島の領有権を主張し始めていたことを受け、中浜万次郎（ジョン万次郎）が領有・捕鯨基地化を提案しており、同島嶼の精密な調査が必要となっていた。そのため文久元年（1861年）、水野忠徳が自ら咸臨丸（艦長は小野友五郎）で同諸島に赴任、測量を行った際も、田辺は外国奉行支配調役並に任ぜられ随行した。この測量が小笠原諸島の日本領有の大きな手がかりとなる。

### 最初のフランス赴任

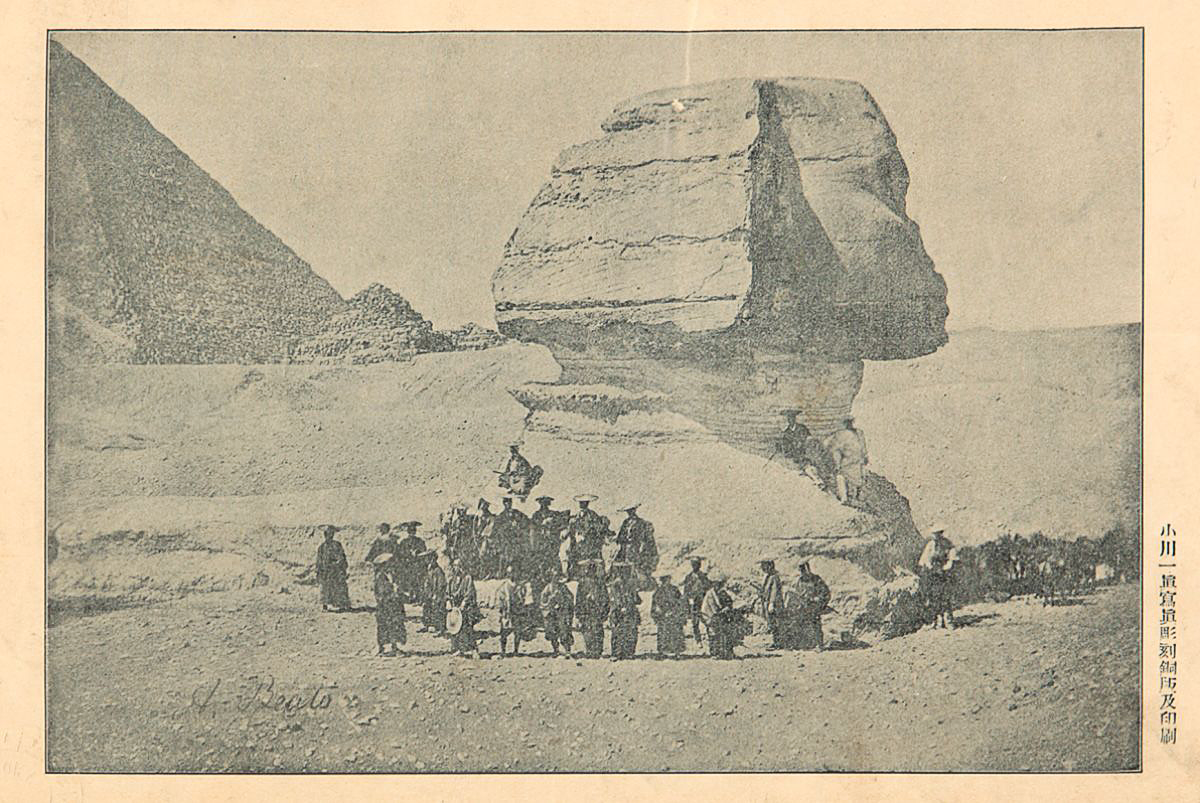
遣仏使節の池田長発一行がスフィンクス前で撮影した写真（ただし田辺は見学に同行しなかったため写っていない）

文久3年（1863年）、組頭に昇進。同年、横浜鎖港交渉のためフランスへ派遣された幕府使節（正使は外国奉行・池田長発）に随行。12月にフランス軍艦ル・モンジュ号で日本を出港。上海・インド・カイロなどを経由し、翌元治元年（1864年）3月、マルセイユに入港してパリに到着、ナポレオン3世に謁見した。しかし肝心の横浜鎖港交渉は全く相手にされず、かえってフランス政府と「パリ約定」を結んだが、幕府の方針から逸脱していたため、後に破棄されることとなる。この交渉失敗を受け、7月の帰国に伴って免職、閉門（謹慎）処分となった。
その後は外国奉行手附書翰取調之御用重立取扱となり、幕府の外交文書を集成した『通信全覧』（全319巻）を編纂。関税改訂談判の交渉事務も執り行い、慶応2年（1866年）には組頭勤方に再任された。

### 2度目の渡仏とパリ万博
慶応3年（1867年）のパリ万国博覧会に出展した幕府の派遣使節（代表は後の水戸藩主・徳川昭武）に随行、公使館書記官に任ぜられる。この万博において、日本から幕府とは別に薩摩藩が「日本薩摩琉球国太守政府」の名で出展し、独自の勲章まで作成していた。田辺は薩摩側代理人モンブラン伯爵（ベルギー貴族）に抗議したが聞き入れられず、幕末の政争がパリにまで飛び火した形となった。

### 維新後の活躍
帰国後の慶応4年（1868年）3月、目付となる。しかし、すでに幕府は大政奉還しており、鳥羽・伏見の戦いで敗れた将軍・徳川慶喜は謹慎していた。田辺は致仕した後、一時横浜で輸入商を営んでいたが、徳川家が駿府70万石へ移封（静岡藩）となったのを受け、明治2年（1869年）5月、沼津兵学校に招かれ教授に就任した。明治3年（1870年）正月には外務省から要請され、外務少丞となり、翌年の岩倉遣欧使節に一等書記官として随行、外交経験の浅い維新政府の幹部を補佐した。
明治7年（1874年）の台湾出兵の際にも、事件を収拾するために清へ渡って交渉した全権弁理大使大久保利通に随行し、両国間折衝を補佐するなど、明治初年の外交史の様々な局面で活躍した。
明治10年（1877年）には外務省大書記官、同12年（1879年）には清国公使館に在勤となり、一時は臨時代理公使も勤める。明治15年（1882年）9月に帰国し、翌年8月勅任官、9月19日には元老院議官を拝した。明治22年ごろには早逝した長男の法要の金にも困るほど家計不如意となる。1890年（明治23年）10月20日、元老院が廃止され非職となり錦鶏間祗候を仰せ付けられた。
晩年は娘一家と同居し、詩文や書を楽しむ一方、明治31年（1898年）には回顧談『幕末外交談』を出すなど、福地源一郎（桜痴）らとともに、往古の幕府の内情を知る語り部として知られた。明治45年(1912年)には、委員が長州藩と薩摩藩出身者ばかりと批判を受けた維新史料編纂会の追加委員に選ばれ、従三位・勲三等に叙せられた。大正4年（1915年）、東京にて没。享年85。墓は青山霊園にある。宗教は浄土真宗東本願寺派で、先祖の墓所は東京本願寺のひばりが丘別院にある。
能吏として活躍した一方、派手好みな性格でもあり、若いころより芸人が家にいりびたるなど、市川團十郎や三遊亭圓朝らを麹町（一番町）の自宅に招き、豪華な宴を催すなどしたため、没した時も財産は残らず、借金が残ったという。

## 栄典・授章・授賞
位階
- 1874年（明治7年）2月18日 - 従五位[6]
- 1894年（明治27年）5月21日 - 正四位[7]

勲章等
- 1889年（明治22年）11月25日 - 大日本帝国憲法発布記念章[8]

## 家族
- 父の田辺石菴(田辺新次郎)は、元は尾張藩儒者の村瀬海輔といい、佐屋宿御用懸医師・村瀬厚英の子であったが、江戸に出て、大番与力の田邉次郎大夫の養嗣子となった[9]。御家人書院番与力の職に与り、昌平黌教授や甲府徽典館の学頭を務めた[10]。佐久間象山、渡邊崋山、頼山陽などとの交際をもつ人物であり、『清名家小傅』などの著書も遺した[11]。
- 妻の己巳子（きみこ）は、荒井郁之助の妹。文久2年（1862）4月に結婚。郁之助は青年期に砲術に熱中し、近所に住む田辺家の読書会にも参加するなど太一ら田辺家と親しかった[12]。
- 長男の次郎一(1865-1886)は、明治11年（1878）から1年ほど香港に留学し（当時香港総領事だった安藤太郎 (外交官)は己巳子の妹ふみの夫であり、岩倉使節団の太一の部下）、商法講習所で学んだのち、明治17年(1882)に17歳で渡英し（欧米旅行に向かう新島襄と同船[13]。新島は米国留学中に岩倉使節団の通訳を手伝っており太一とは既知の間柄）、その翌年に三井物産ロンドン支店長に就任したが[14]（当時の三井物産社長益田孝は、太一が外国奉行支配組頭として随行した文久３年（1863）の横浜鎖港談判使節団の一員[15])、わずか1年で病気のため支店長を辞し帰国途上の地中海で死亡。享年21。次郎一の代わりに甥・田辺朔郎の次男・主計が養嗣子となる。主計は同志社大を出て三井銀行に勤務した。
- 長女の龍子(たつこ)は明治22年（1889年）に、女性による初の近代小説と言われる『藪の鶯』で作家デビュー。明治25年（1892年）に三宅雪嶺の妻となり、三宅花圃と名乗って、歌人・小説家・随筆家として活躍。樋口一葉とも交流があった。
- 甥（兄の長男）の田辺朔郎は琵琶湖疏水を設計・施工した土木技術者。生後すぐ父を亡くしたため太一が後見人となった。

## 文学作品
- 『幕末外国奉行 田辺太一』尾辻紀子、新人物往来社、2006年8月
- 『万波を翔る』木内昇、日本経済新聞出版社、2019年8月[16]